# Закон Дыбо
Зако́н Дыбо́ (в некоторых источниках также «закон Иллич-Свитыча») — акцентологический закон, актуальный для праславянского языка. Назван в честь открывшего его лингвиста В. А. Дыбо.
Согласно этому закону, в праславянском языке происходила передвижка ударения с кратких слогов, не несущих акута, на один слог ближе к концу слова.
Закон Дыбо позволяет вывести балто-славянские акцентные парадигмы из баритонированной парадигмы с неподвижным ударением и окситонированной с подвижным.